# Tachina orbitalis
Tachina orbitalis är en tvåvingeart som först beskrevs av Henry J. Reinhard 1942.  Tachina orbitalis ingår i släktet Tachina och familjen parasitflugor. Inga underarter finns listade i Catalogue of Life.